# Indisch subcontinent

Indisch subcontinent

Het Indisch subcontinent is het gebied in Zuid-Azië waarin de landen India, Bangladesh, Pakistan, Sri Lanka en delen van Nepal, Bhutan, Myanmar en China liggen. 
Geologisch wordt het gebied een subcontinent genoemd, aangezien het gebied op een eigen tektonische plaat ligt: de Indische plaat, waardoor het gebied van de rest van Azië wordt afgezonderd. Het zuidelijke gebied van het subcontinent vormt een enorm schiereiland, terwijl het in het noorden wordt afgescheiden van China en Mongolië door de Himalaya. Deze bergketen werkte ook als een culturele grens tussen het subcontinent en de rest van Azië.